# Barbara Woynarowska
Barbara Wanda Woynarowska – polska pediatra, dr hab. nauk medycznych, profesor zwyczajny Katedry Biomedycznych Podstaw Rozwoju i Seksuologii Wydziału Pedagogicznego Uniwersytetu Warszawskiego.

## Życiorys
W 1963 ukończyła studia w Akademii Medycznej w Warszawie, 18 lipca 1994 uzyskała tytuł profesora nauk medycznych. Pracowała w Instytucie Matki i Dziecka.
Została zatrudniona na stanowisku profesora zwyczajnego w Katedrze Biomedycznych Podstaw Rozwoju i Seksuologii na Wydziale Pedagogicznym Uniwersytetu Warszawskiego.
Była kierownikiem w Katedrze Biomedycznych Podstaw Rozwoju i Wychowania na Wydziale Pedagogicznym Uniwersytetu Warszawskiego, oraz członkiem prezydium Komitetu Zdrowia Publicznego PAN.
Jest członkiem Komitetu Zdrowia Publicznego Polskiej Akademii Nauk.

## Odznaczenia
- Złoty Krzyż Zasługi (1998)[3]
- Krzyż Kawalerski Orderu Odrodzenia Polski (2004)[4]
- Krzyż Oficerski Orderu Odrodzenia Polski (2014)[5]